# کژونه
شهر کژونه (به رومانیایی: Cajvana) در شهرستان سوچاوا در کشور رومانی واقع شده‌است. جمعیت این شهر ۷٬۲۶۳ نفر  است.